# Tsarazaza
Tsarazaza est une commune urbaine malgache située dans la partie nord de la région d'Amoron'i Mania.